# القرانيع (أفلح اليمن)

تعديل مصدري - تعديل

القرانيع هي إحدى قرى عزلة بني يوس بمديرية أفلح اليمن التابعة لمحافظة حجة، بلغ تعداد سكانها 215 نسمة حسب تعداد اليمن لعام 2004.